# Ove
Pour les articles homonymes, voir Ove (homonymie).

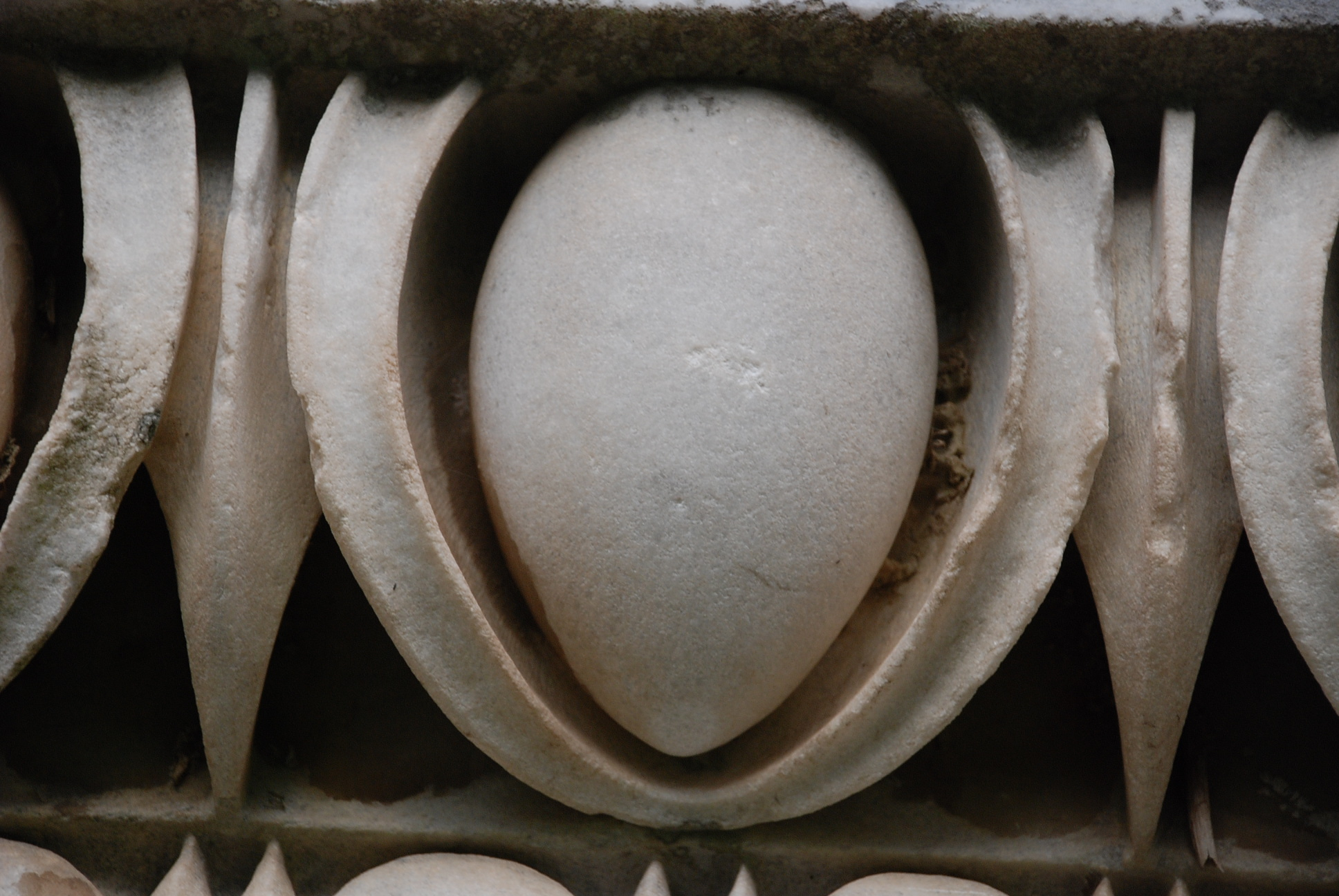
Oves et dards sur le capitole d'Ostie.

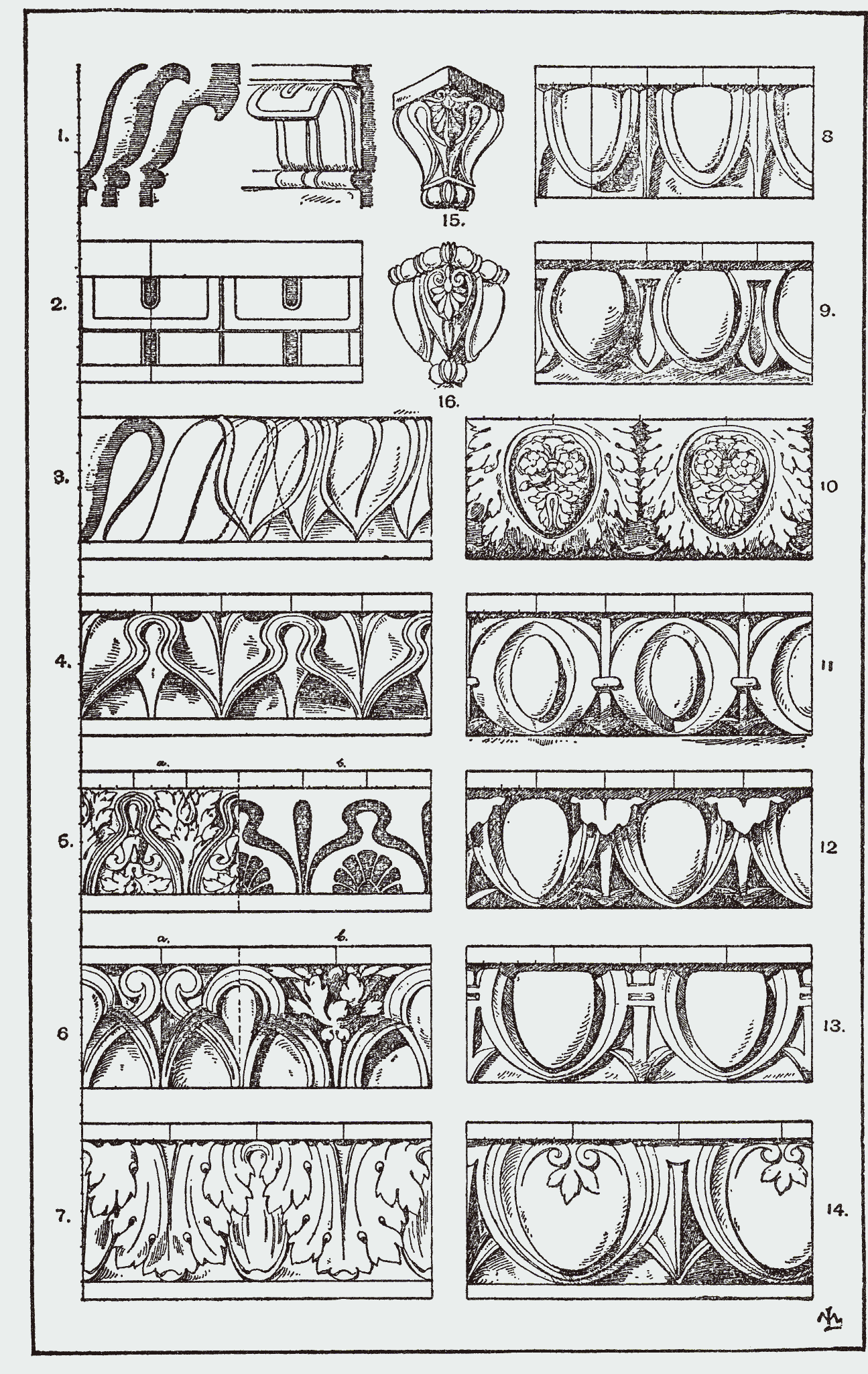
Différents oves provenant des Meyer's Ornament.

Un ove (terme utilisé en architecture et en orfèvrerie) est un motif ornemental en forme d'œuf qui orne une corniche ou une moulure. Il est souvent présenté en série dans le cadre d'un motif d'« oves et dards ». La moulure (ou quart de rond) sur lequel les oves sont appliqués, s'appelle « ovolo ».
L'ove est typique de l'ordre ionique dans l'architecture classique, notamment au niveau de l'échine du chapiteau. Très souvent, il forme un décor continu horizontal (rangée d'oves), sous un autre motif ou au contraire le couronnant.

## Oves fleuronnés
L'ove fleuronné est une forme entourée de culots de feuillages.

## Oves et dards
Dans l’architecture classique, les oves sont souvent présentés en séries alternant avec des dards, éléments en forme de flèche. Les oves et dards sont couramment utilisés pour orner une corniche ou une frise sur les chapiteaux ioniques et dans l'architecture classique.
Selon certains historiens[Qui ?], cet ornement fait allusion à la dualité de la vie (l'œuf) et de la mort (les dards).

## Illustrations

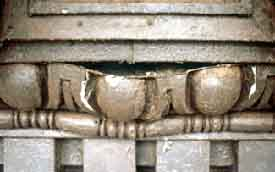
Oves et dards sur une corniche.
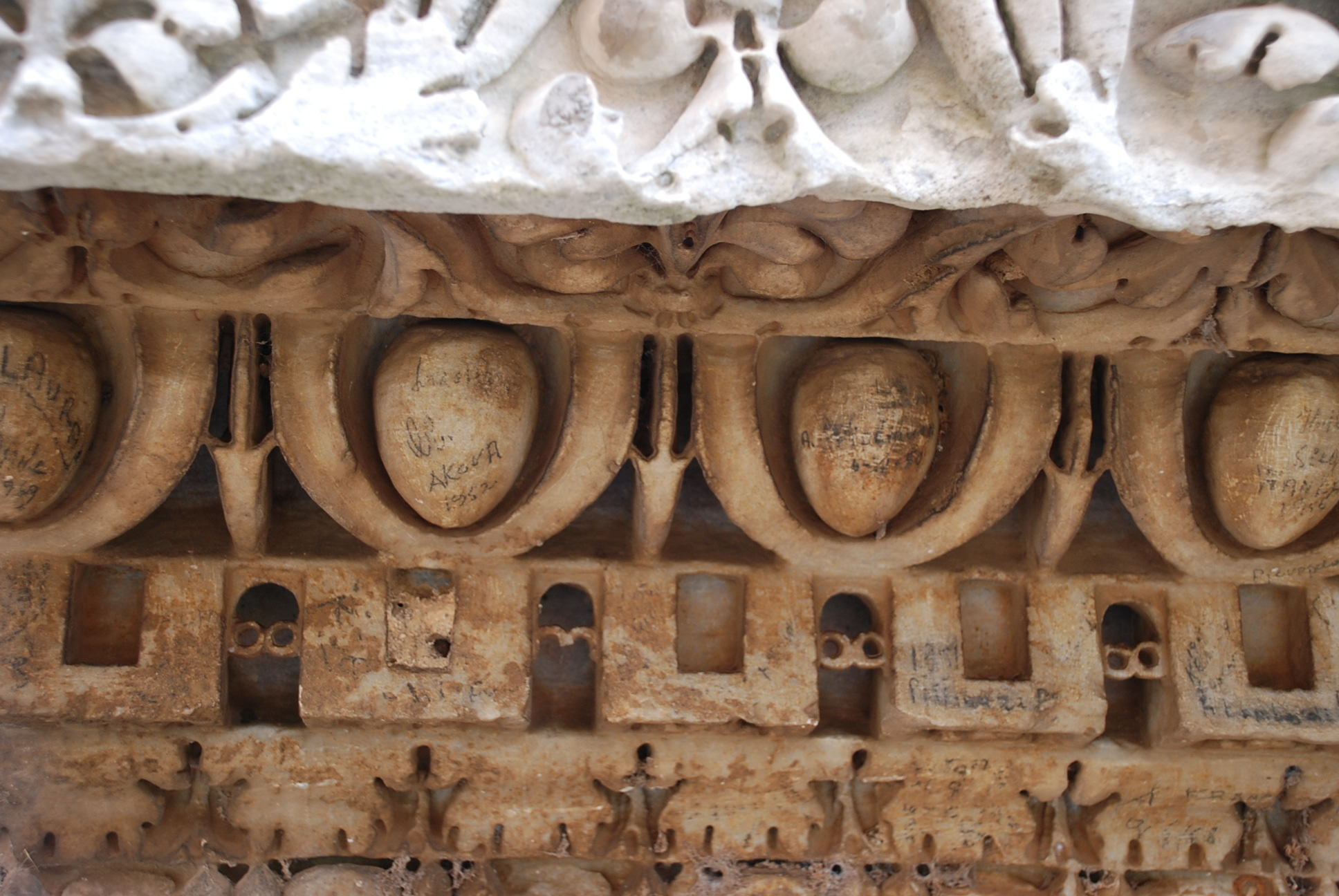
Site archéologique à Ostia Antica.
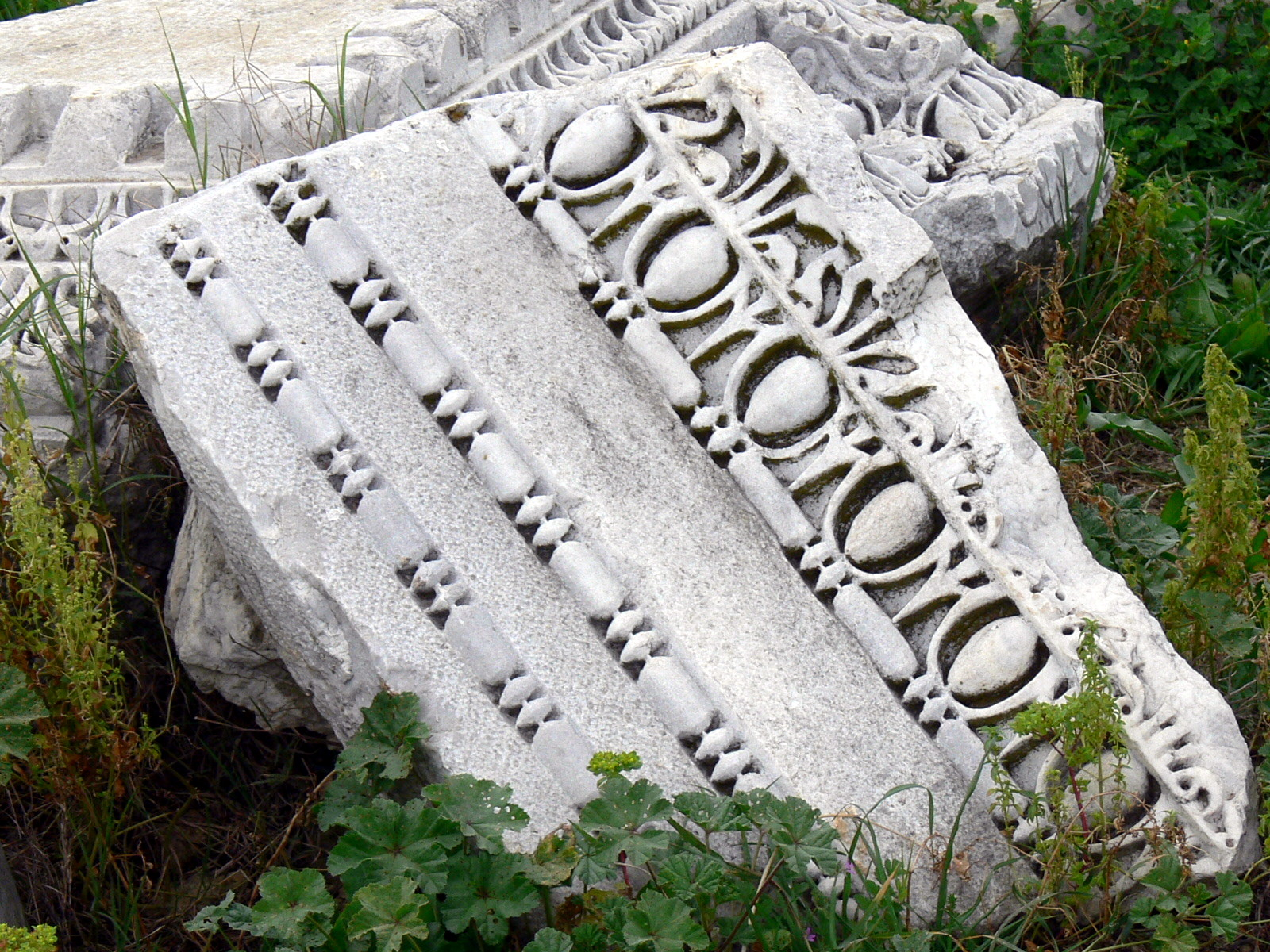
Fragment architectural orné d'oves et dards à Antalya.
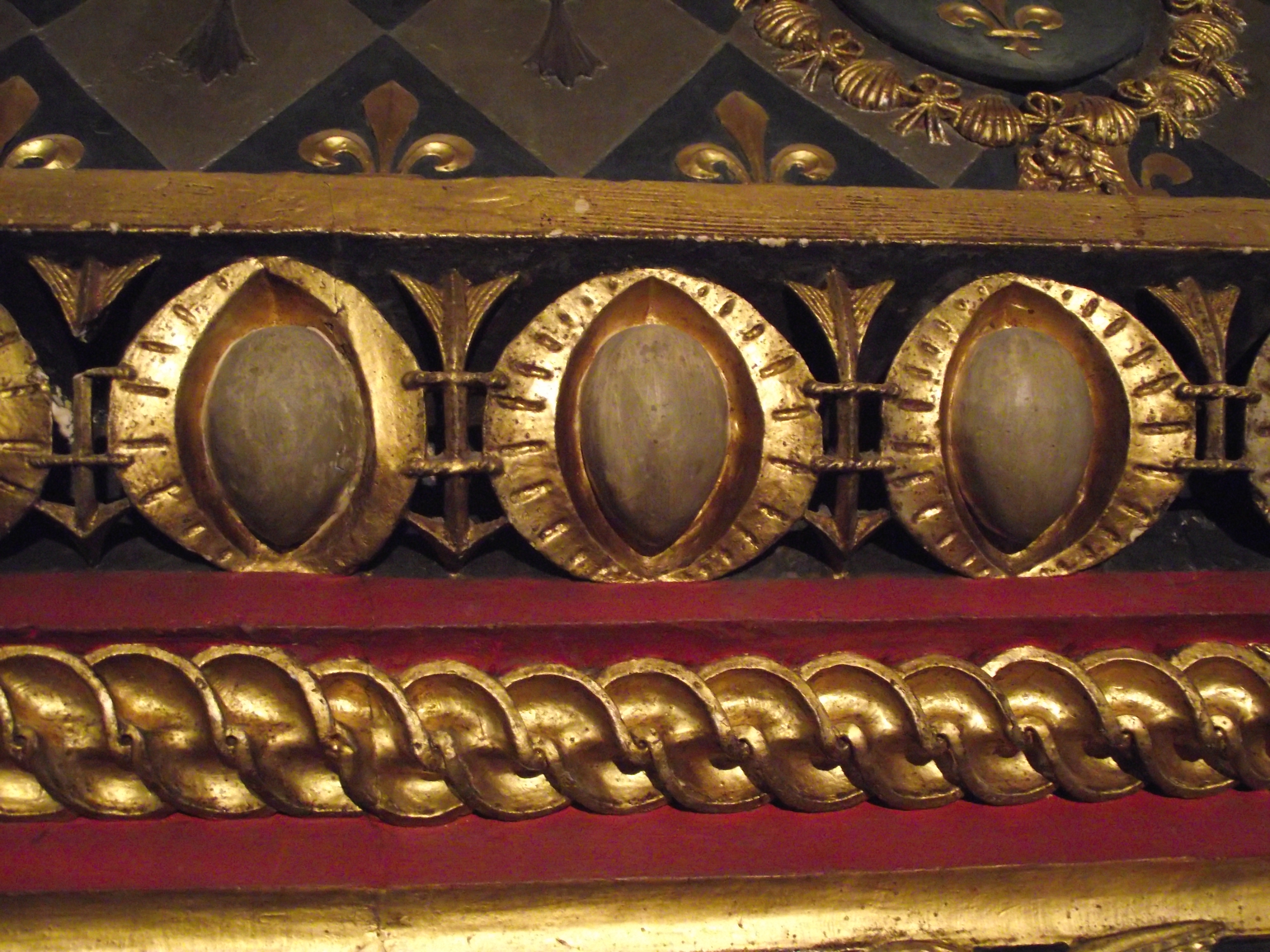
Oves et dards à l'hôtel d'Alluye (Blois).
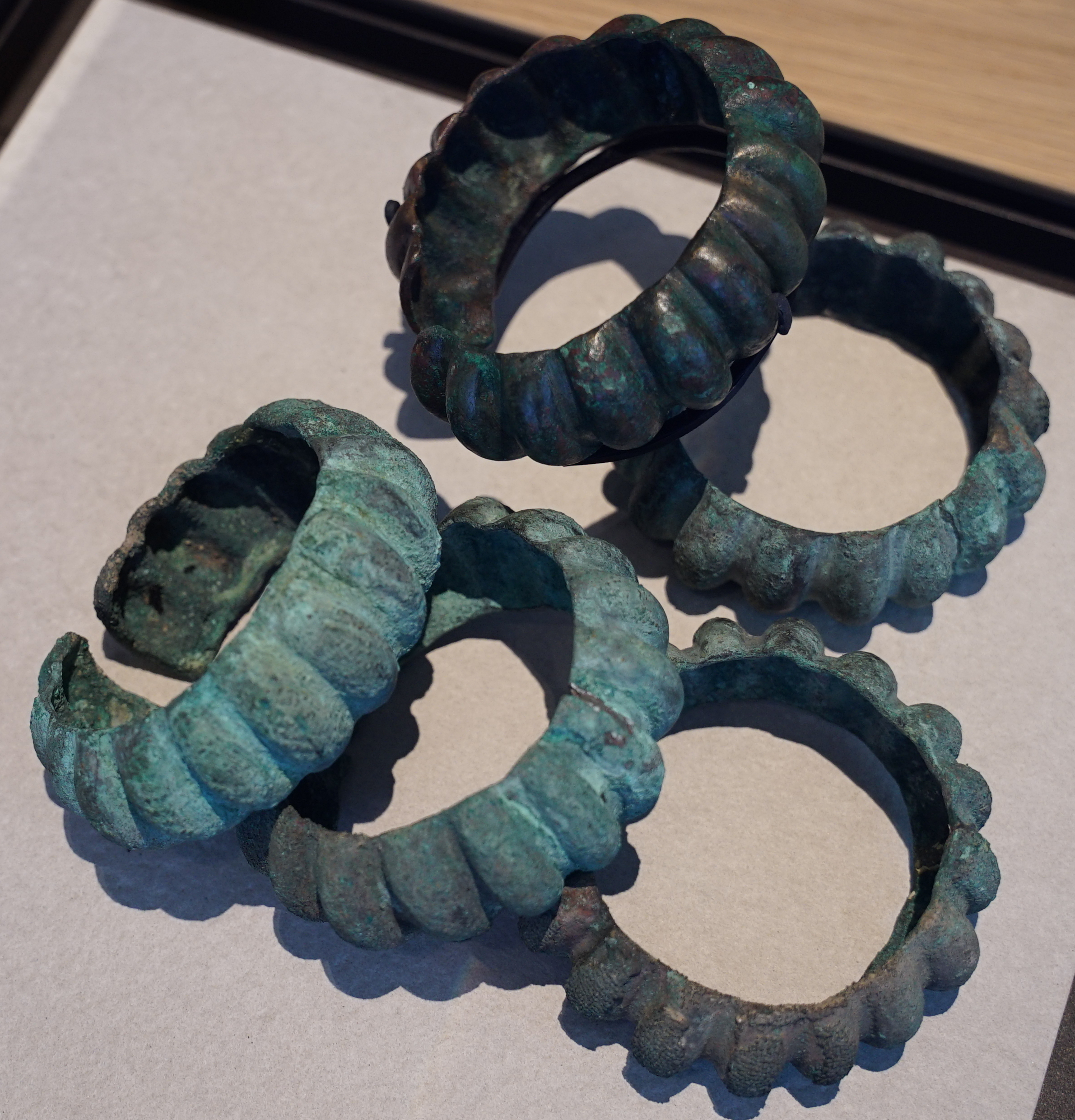
Oves sur des bracelets de l'âge du bronze.